# 阿尔迪耶日
阿尔迪耶日（法語：Ardiège，法語發音：[aʁdjɛʒ]）是法国上加龙省的一个市镇，属于圣戈当区。

## 地理
阿尔迪耶日（43°4'10"N, 0°38'33"E）面积3.76 平方千米，位于法国奧克西塔尼大區上加龙省，该省份为法国西南部内陆省份，西南端与西班牙接壤，自此顺时针与上比利牛斯省、热尔省、塔恩-加龙省、塔恩省、奥德省和阿列日省接壤。
与阿尔迪耶日接壤的市镇（或旧市镇、城区）包括：马特尔德里维耶尔、锡耶德里维耶尔、拉巴特里维耶尔、普安蒂德里维埃、科曼日地区索沃泰尔。

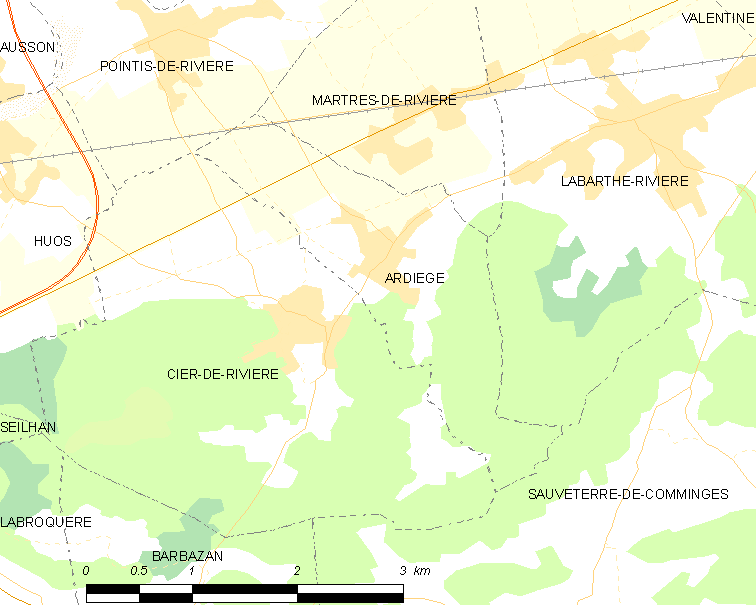
阿尔迪耶日的OSM定位图

阿尔迪耶日的时区为UTC+01:00、UTC+02:00（夏令时）。

## 行政
阿尔迪耶日的邮政编码为31210，INSEE市镇编码为31013。

## 政治
阿尔迪耶日所属的省级选区为巴涅尔德吕雄县。

## 人口

1962-2008年间阿尔迪耶日人口变化图示

阿尔迪耶日于2022年1月1日时的人口数量为372人。